# Universitatea Linköping

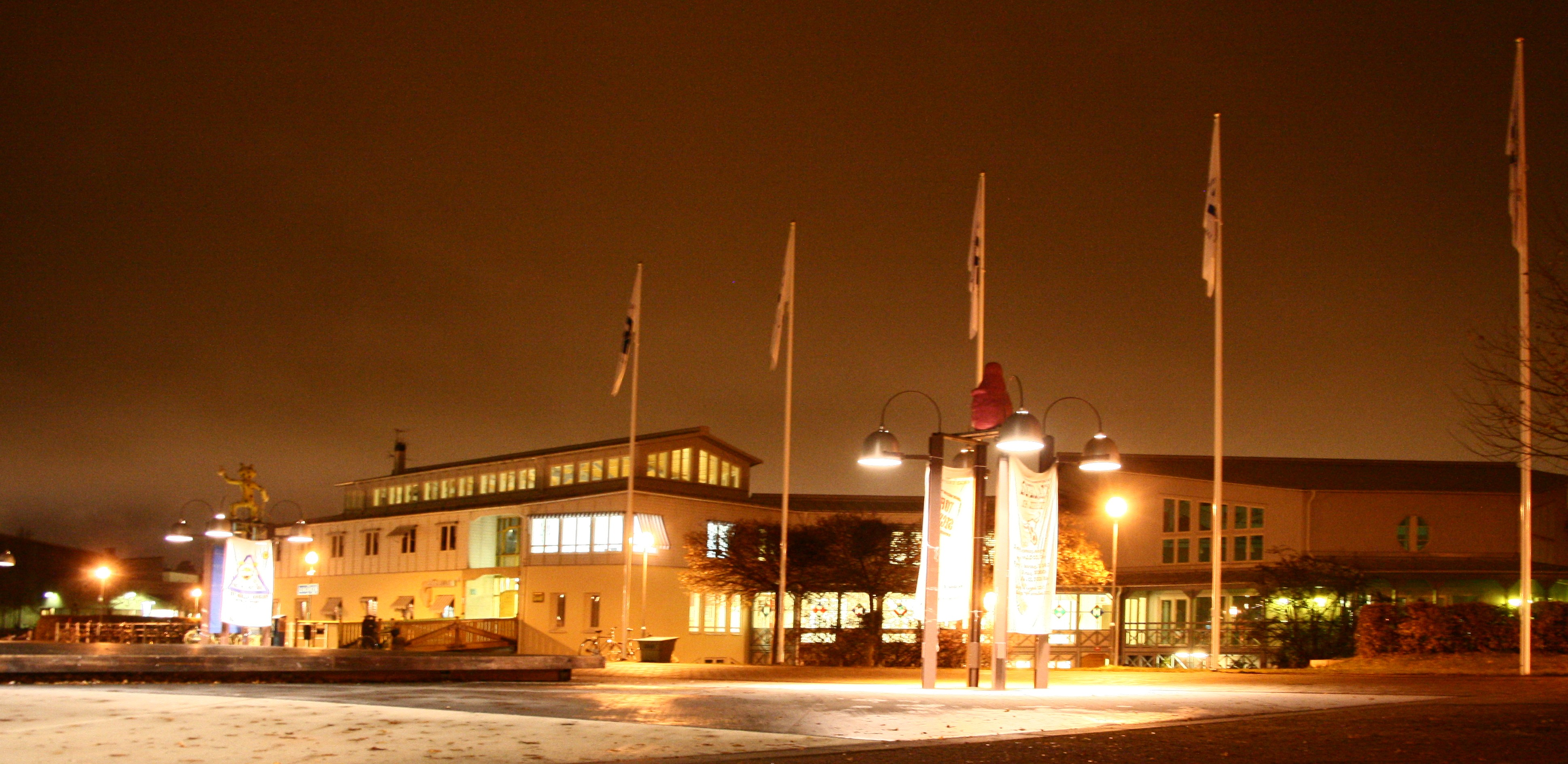
Clădirea Kårallen din Linköping.

Universitatea Linköping (în Suedeză: Linköpings universitet, LiU) este o universitate de stat situată în orașul Linköping, Suedia. Universitatea Linköping funcționează din anul 1975 iar în prezent este una dintre cele mai mari instituții academice din Suedia. Educația, cercetarea și pregatirea de teze de doctorat sunt principalele misiuni ale celor patru facultăți ale sale: Arte și Științe, Științe Pedagogice, Medicina și științe ale sănătății și Institutul Tehnologic. Pentru a facilita interdisciplinaritatea, funcționează în cadrul universității 14 secții care combină diferite discipline, aparținând uneori mai multor facultăți în acelaș timp. Universitatea Linköping este în dialog continuu cu mediul de afaceri înconjurător și cu toată comunitatea, atât în termeni de cercetare cât și de educație. În 2012, Universitatea Linköping a găzduit 17,850 studenți full-time iar în total aprox. 27000 si 1367 doctoranzi, la care se adaugă un total de 3900 de angajați, inclusiv 315 profesori titulari.

## Istorie

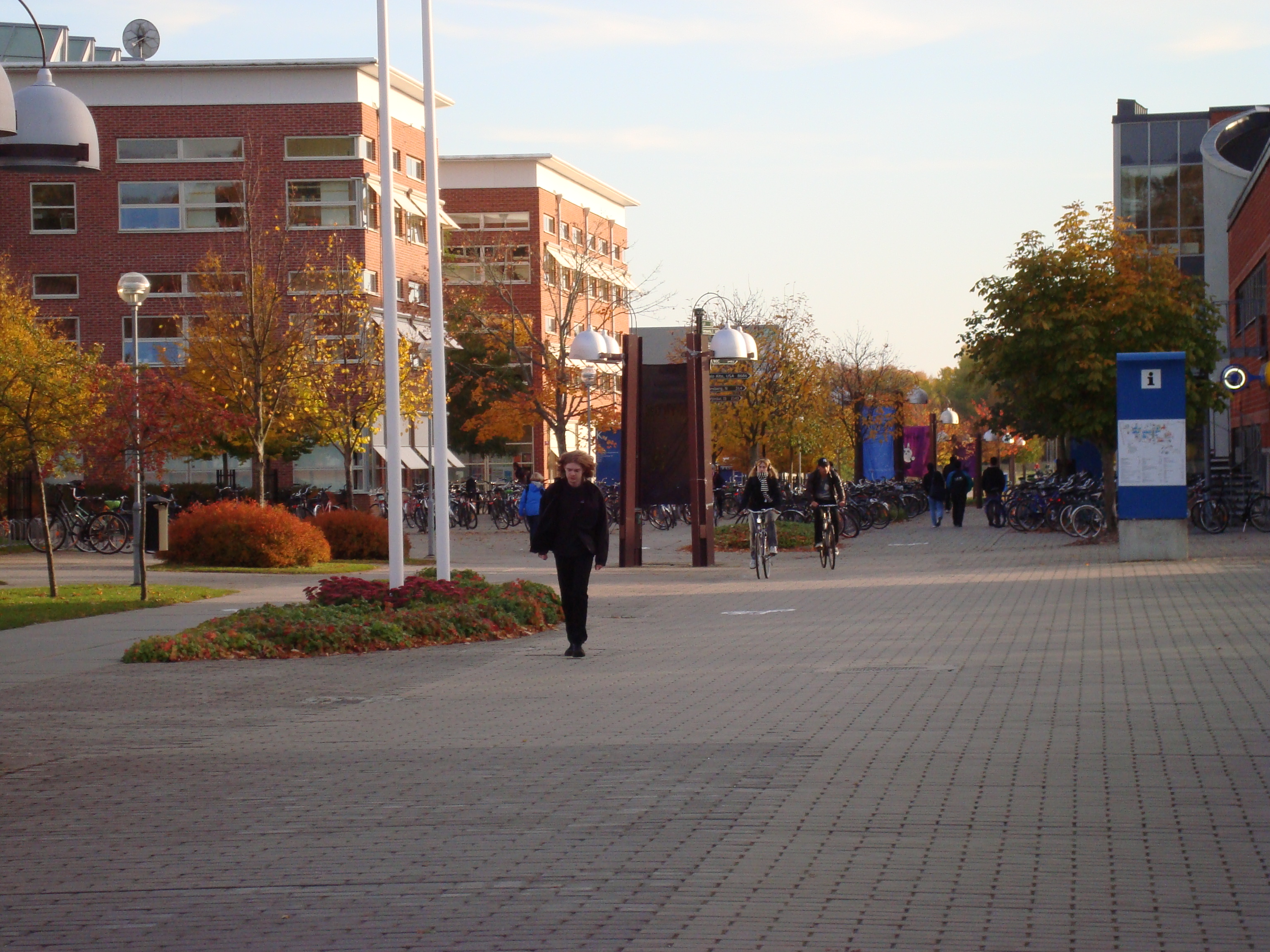
Campus Valla.

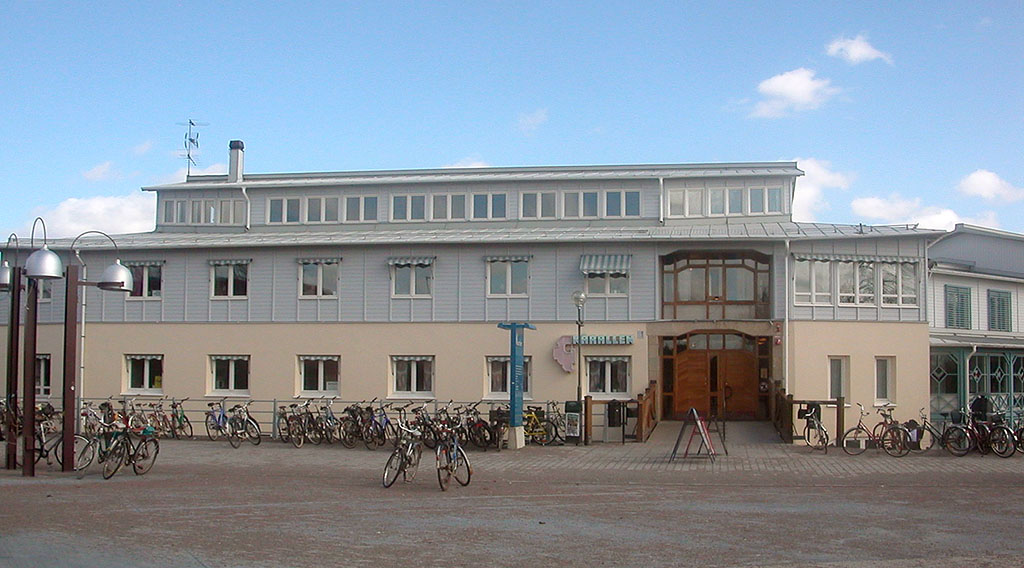
Clădirea Uniunii Studenților din Campus Valla.

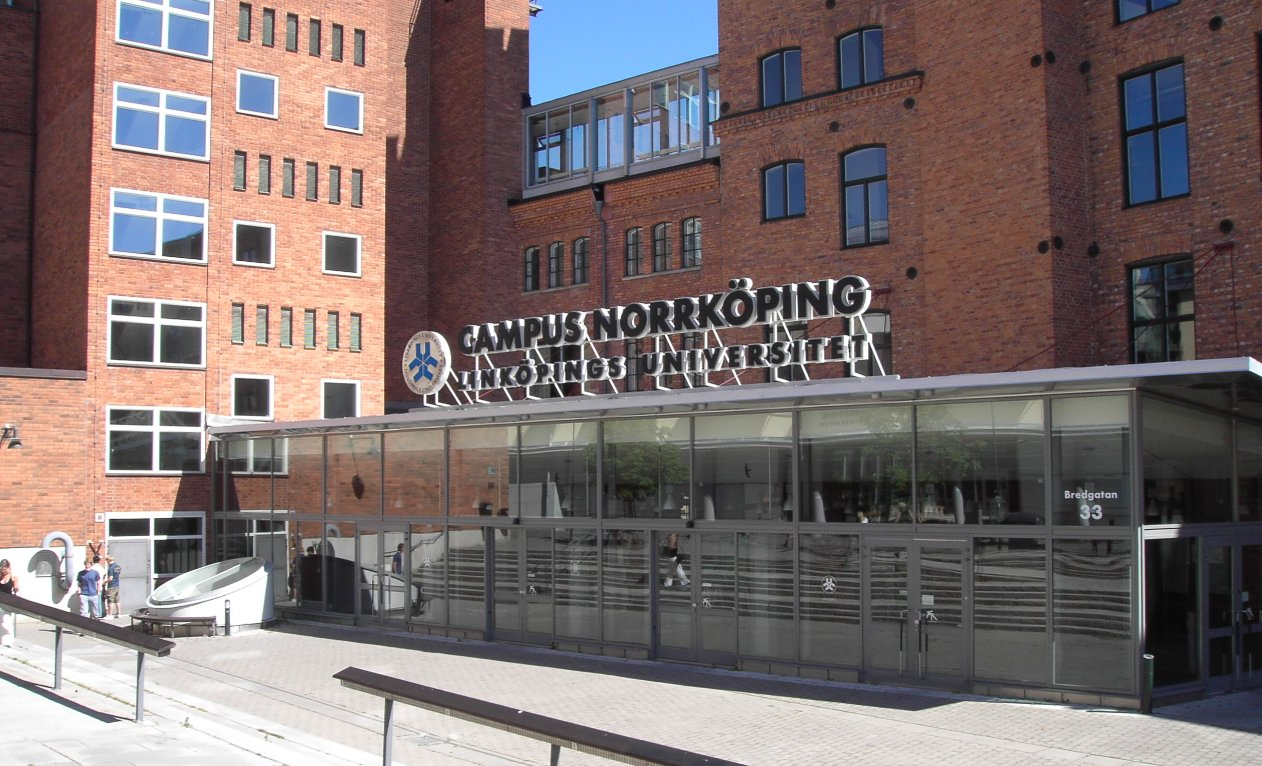
Intrarea în Campus Norrköping.

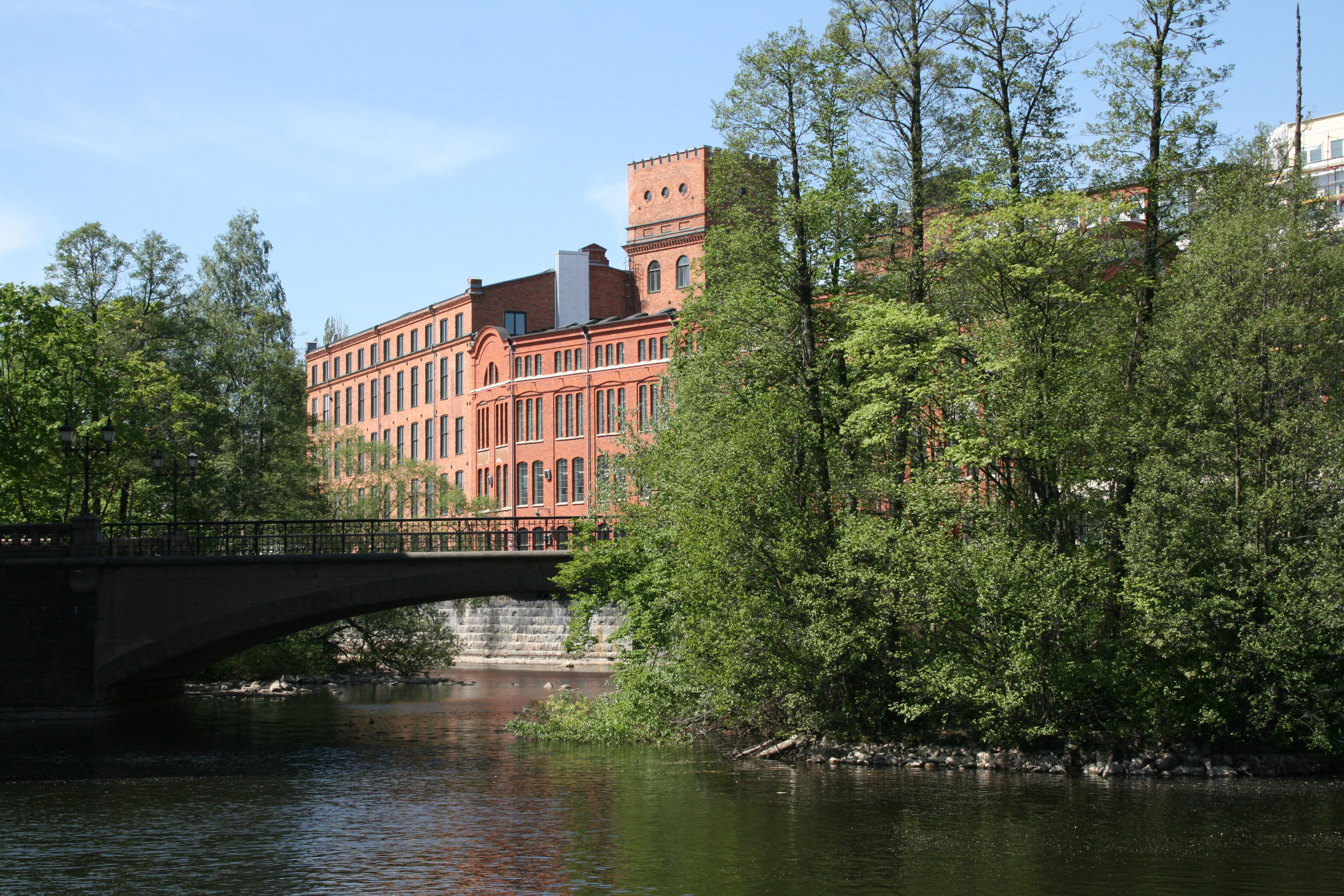
Clădirea Kåkenhus în Norrköping.

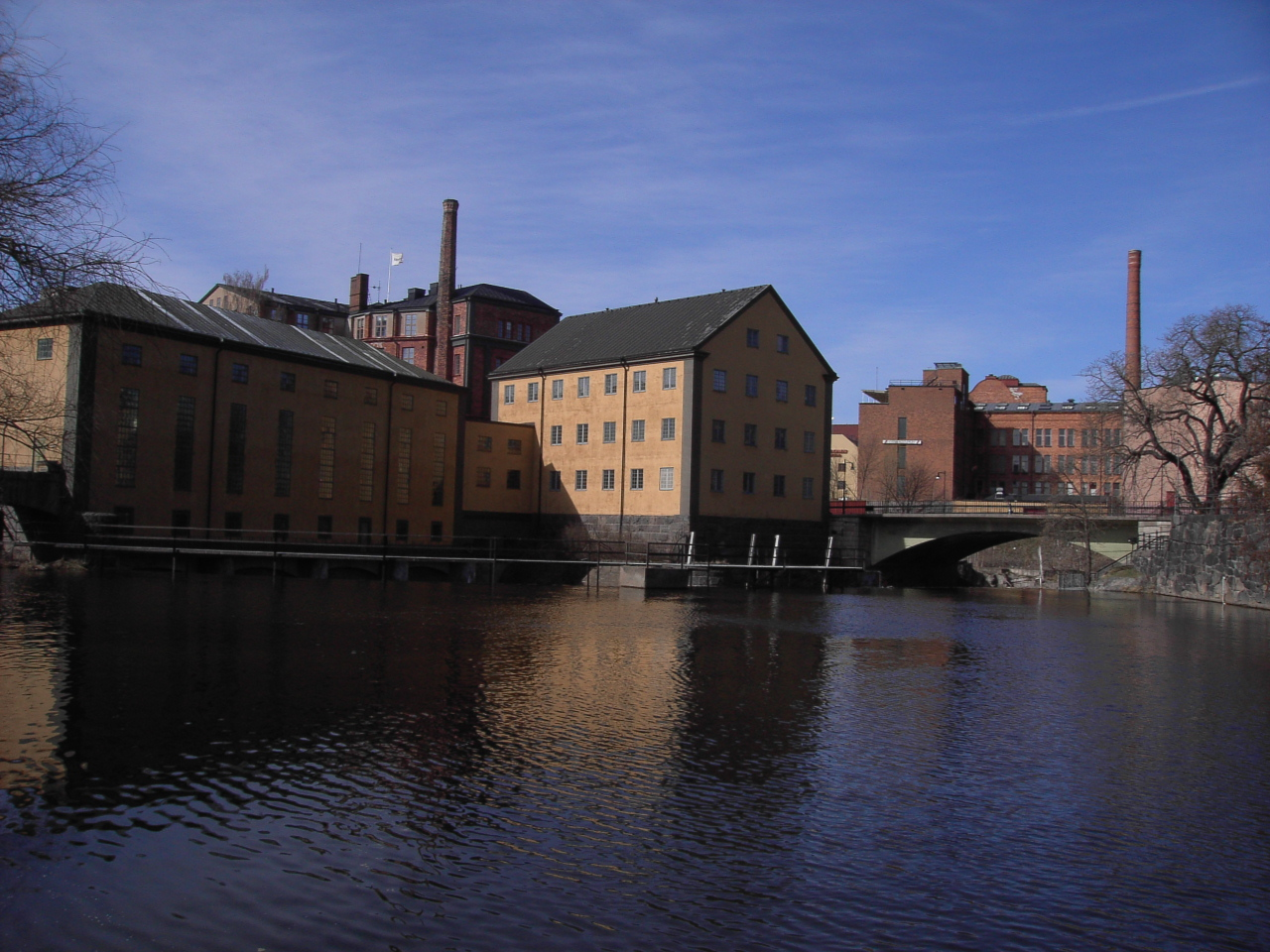
Campus Norrköping.

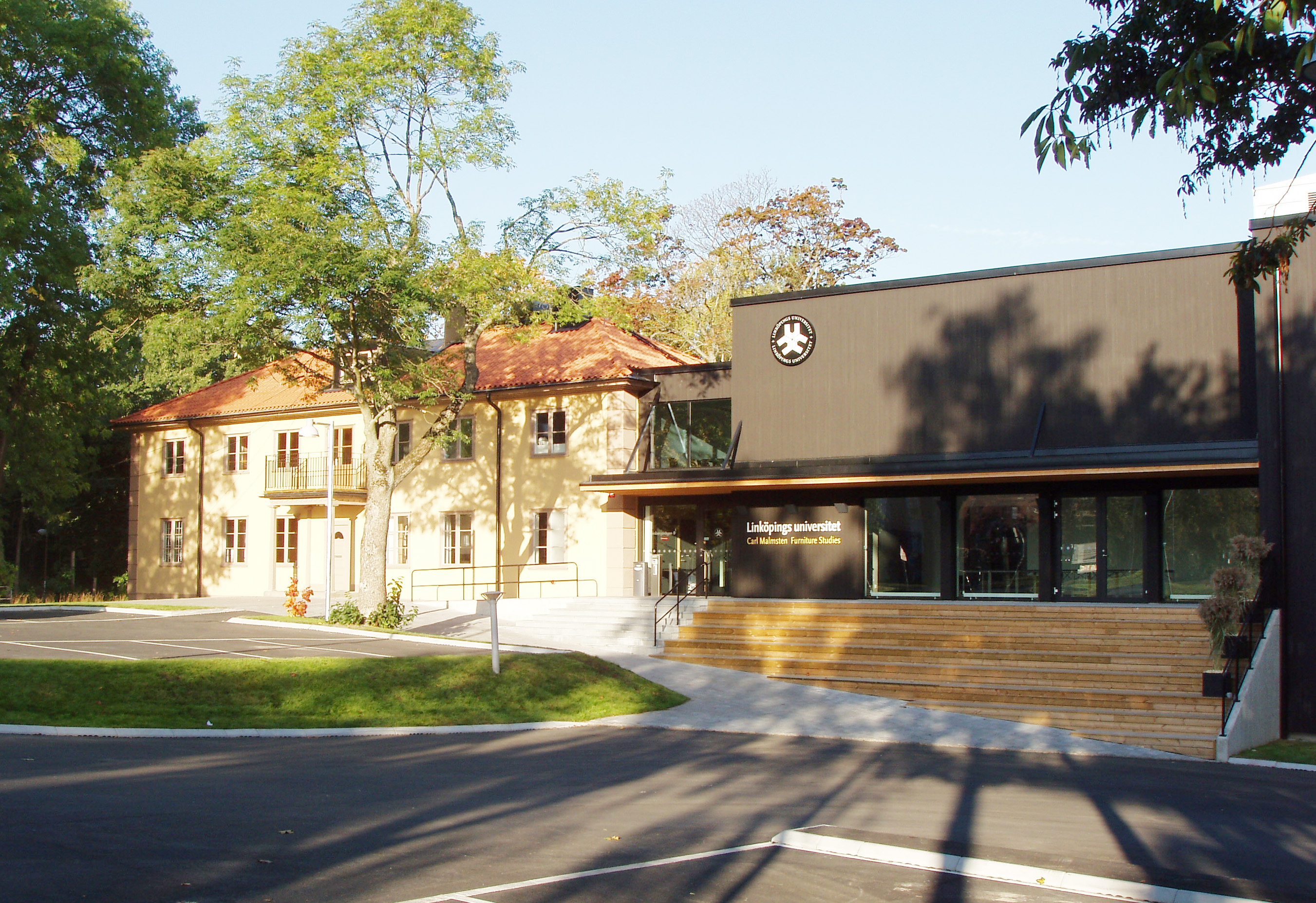
Clădirea Carl Malmsten în Lidingö.

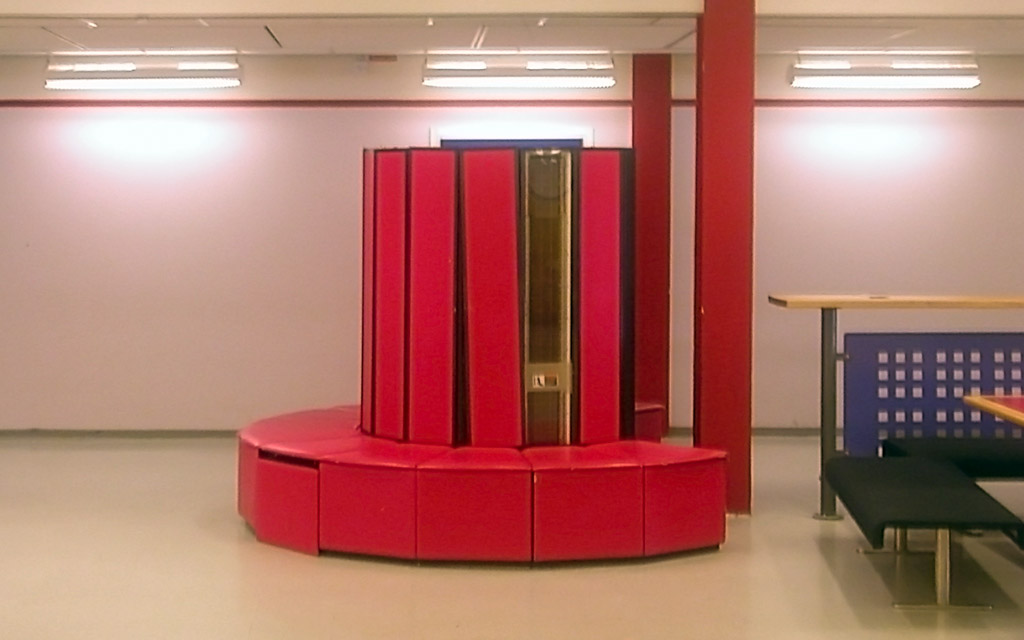
Un supercomputer Cray X-MP/416 scos din circuit, folosit ca bancă în una dintre clădirile din Campus Valla.

Originile Universității Linköping încep din 1967, când un departament al Universității Stockholm a fost stabilit în Linköping, oferind studii umaniste, de științe sociale și științe naturale. Doi ani mai târziu au fost fondate și Institutul Tehnologic și studii medicale. În 1970 toate activitățile erau conduse de către trei facultăți din cadrul Universității Linkoping: Facultatea de Arte și Științe, Facultatea de Medicină și Institutul Tehnologic.  În 1986 a fost formată Facultatea de Științe de Sănătate, având la bază centrele profesionale de studii medicale din regiune și Facultatea de Medicină iar în 1977 fostele facultăți de studii didactice din Linköping și Norrköping au fost transferate către Universitatea Linköping. In același an a fost deschis cel de al treilea campus în orașul-vecin Norrköping unde în prezent își desfășoară activitatea Institutul Tehnologic.

## Cercetare
Universitatea Linköping conduce studii de cercetare și post-universitare în domeniile technologie, medicină, și studii umaniste, precum și științe naturale, educaționale, sociale și comportamentale. O specificitate notabilă este deschiderea față de cercetarea multi/interdisciplinară, în 1980 fiind prima universitate suedeză care a introdus cercetare tematică interdisciplinară la Facultatea de Arte și Științe și o curs cu perspectivă interdisciplinară la școala doctorală.Totodată, LIU promovează specizlizarea, având 12 Centre de Excelență, incluzând știința materialelor, bioelectronică și cercetare interdisciplinară în domeniile migrație, etnicitate și societate și studii de gen.

## Educatie
Universitatea Linköping oferă educație la nivel de bază și avansat prin 140 de programe de studii, 600 de cursuri și studii postuniversitare interdisciplinare. Un mare număr de programe pregătesc profesioniști calificați în domenii precum medicină, economie și afaceri, studii didactice și inginerie. Multe dintre programe sunt interdisciplinare combinând, de exemplu, management industrial și inginerie, medicină și inginerie, studii de gen și tehnologie etc
În 2007, Programul Medical de la Departamentul de Sisteme de control în Inginerie Electrică a fost recunoscut ca Centru de Excelență în Educația Superioară de către Agenția Suedeză pentru Educație Superioară.
.
În cadrul LIU funcționează și cel mai mare Centru de Excelență în Studii de Gen GEXcel, un centru de cercetare internațional. Acesta este găzduit de către Institutul Tematic pentru Studii de Gen din cadrul universităților Linköping și Örebro. Institutul este un nou centru pentru cercetare de gen interdisciplinară, creând un cadru favorabil colaborării dintre Departamentul de Studii de Gen din cadrul Facultății de Arte și Științe, LiU, Centrul pentru Studii Sociale Feministe,Universitatea Örebro și Divizia pentru Gen și Medicină, Facultatea de Științe de Sănătate, LiU. Centrul de excelență este organizat și condus de căte un Comitet format din șase profesori (cinci în Studii de Gen și unul în Sociologie, axat pe Studii de Gen), afiliați Institutului. Un Consiliu Consultativ Internațional a fost creat pentru a consilia Comitetul de Conducere. Directoarea Institutului este Nina Lykke, de la Universitatea Linköping.

## Facultăți
- Facultatea de Arte și Științe (Filosofiska fakulteten)
- Facultatea de Studii de Sănătate (Hälsouniversitetet) și Spitalul Universitar Linköping
- Institutul Tehnologic Linköping (Linköpings tekniska högskola)
- Facultatea de Științe Educaționale of Educational Sciences (Utbildningsvetenskap)

## Campusurile Universității
Educația și cercetarea sunt realizate în trei campusuri diferite situate în orașele Linköping și Norrköping, situate la aprox. 160–200 km în sudul Stockholmului, al patrulea aflându-se în Lidingö, Stockholm.
- Campusul Valla, la aproximativ 3 km de centrul orașului Linköping, este locul în care își desfășoară activitatea majoritatea studenților și cercetătorilor.
- Campusul Spitalului Universitar (University Hospital campus) se află în centrul orașului Linköping și găzduiește Facultatea de Știinte de Sănătate.
- Campusul Norrköping,se află în centrul orașului Norrköping, aflat la  40 km în nordul Linköpingului. Aproximativ un sfert dintre studenți învață aici.
- Școala de Mobilă Carl Malmsten School of Furniture a făcut parte din Universitatea Linköping până în anul 2000. După aproape 60 de ani de funcționare în centrul orașului a fost mutată în Lidingö, în apropiere de Stockholm.

## Admiterea
Asemenea tuturor celorlalte universități suedeze, admiterea se face online, prin site-ul www.universityadmissions.se - programul național de admitere, unde se pot selecta mai multe programe, în ordinea preferințelor. Pentru admiterea la Masterat pot fi selectate un număr de maxim patru programe iar după finalizarea aplicației online trebuie trimise, într-un singur plic, următoarele documente: cover sheet-ul (se descarcă de pe site în urma completării aplicației online), traducere (de preferat în suedeză, însă este acceptată și engleza) și copie legalizată după diploma de licență și suplimentul de diplomă, împreună cu o copie a pașaportului (sau cărții de identitate dacă pe aceasta este scrisă cetățenia) semnată de o altă persoană (nu trebuie să fie un notar, ci orice altă persoană care își poate semna numele și numărul de telefon pe acesta copie). În cazul celor care aplică pentru un program de masterat înainte de terminarea ultimului semestru al studiilor de licență, se poate trimite situația școlară de până la acea dată, tradusă, urmând a se trimite diploma/adeverința de licență după obținerea acesteia.
Aplicațiile se pot face în mai multe perioade de admitere însă cea principală are loc anual anual între 17 Octombrie și 15 Ianuarie. Perioadele de aplicație din lunile August-Octombrie sunt dedicate cursurilor și programelor care încep din semestrul al doilea/de primăvară.

## Structura anului universitar
Anul Universitar începe în zile diferite pentru fiecare dintre facultăți, la sfârșitul lunii August. Pentru studenții internaționali în prima zi se oferă un curs de orientare, în cadrul căruia este prezentată Universitatea și, în linii mari, sistemul suedez administrativ, de educație și de sănătate. De asemenea, la sfârșitul acestui curs participanților le este oferită o mapă cu materiale importante despre oraș și Universitate, precum și o cartelă de telefon (SIM) cu număr suedez.
Vacanța de iarnă diferă de la program la program însă, datorită sistemului de burse (CSN) oferite studenților suedezi, la unele dintre programe aceasta este neoficială.
Sfârșitul anului universitar și începutul vacanței de vară are loc la sfârșitul lunii mai/începutul lunii iunie.

## Structura cursurilor și notarea
La majoritatea programelor de Masterat cursurile nu sunt concomitente, precum în sistemul românesc, ci se succed asemenea unor module. Fiecare curs (full-time) durează aproximativ o luna/o lună și jumătate iar la sfârșitul acestuia veți primi o notă fie în urma unui examen, fie după prezentarea unei lucrări.
Sistemul de notare este diferit în funcție de program. La unele programe internaționale, notarea se face după sistemul american cu note de la A la Fx, unde A este corespondentul notei 10 din sistemul românesc (B=9, C=8, D=7, E=6, F=5, Fx=4), nota minimă pentru promovarea cursului fiind E. Alte programe acordă calificative de la Excelent la Insuficient, iar la altele doar Promovat cu Distincție, Promovat și Nepromovat.
În funcție de durata și intensitatea cursului, acestea pot avea între 6 și 30 de credite. În general un semestru are 30 de credite, însă acestea pot fi completate de cursuri single-subject care pot însuma un număr de maxim 15 credite/semestru, astfel încât numărul total de credite pe un singur semestru să nu depășească 45.

## Cazarea pe durata studiilor
Pentru studenții masteranzi din Uniunea Europeană, Universitatea nu pune la dispoziție locuri în cămine, acestora revenindu-le sarcina de a își asigura singuri locuința. Datorită lipsei acute de spații de locuire în orașul Linkoping, există studenți care nu își găsesc o locuință stabilă până în luna noiembrie, așadar aceștia sunt sfătuiți să își caute cazare din momentul în care au aflat rezultatele admiterii. Pentru asta ei își pot căuta camere în apartamente în care locuiesc deja studenți la avizierul online al Universității . De asemenea, se pot înscrie pe site-uri care oferă cazare în camere studențești (corridor rooms), precum Studentbostader, acestea licitându-se în funcție de numărul de puncte (se acumulează un punct/zi de la data creării contului) pe care le are fiecare aplicant. Mulți dintre studenți locuiesc în alte orașe din municipalitatea Linkoping sau chiar în Norrkoping, făcând naveta în fiecare zi. Universitatea pune la dispoziția studenților un autobuz gratuit care face legătura, din oră în oră, între campusurile din Linkoping și cel din Norrkoping. Totuși acest autobuz circulă doar de Luni până Vineri, între orele 7 și 18.30.
Cei mai mulți dintre studenții care reușesc să găsească cazare în Linkoping, locuiesc în cartierul Ryd (aprox. 5000), aflat la 10 minute cu bicicleta de campusul Valla. Aici se află cele mai multe dintre camerele studențești dar și apartamente cu mai multe camere în care conviețuiesc grupuri de studenți. În complexul din centrul cartierului (Ryd Centrum) există un supermarket, un oficiu poștal, o policlinică, mai multe restaurante/cofetării și mici magazine precum și stații ale autobuzelor 3 (cu capătul la gara centrală) și 26 (face legătura cu cartierul industrial Tornby unde se află IKEA, Biletma (pt casă și grădină), Stadium, XXL (haine), Willys, ICA (alimentare) și alte hypermarketuri). Însă niciun autobuz nu face legătura direct între Ryd și Universitate, distanța dintre acestea fiind de 1–2 km, cei mai mulți dintre studenți parcurgând-o cu bicicleta.

## Centre de Cercetare, selecție
- Control, Autonomy, and Decision-making in Complex Systems (Linnaeus Centre CADICS)
- Disaster Medicine (KcKM/Z),
- Gender Excellence (GEXcel),
- Hearing and Deafness (Linnaeus Centre HEAD)
- The National Supercomputer Centre
- Novel Functional Materials (Linnécentrum LiLI-NFM)
- Organic Bioelektronics (OBOE)
- Norrköping Visualization Center C, în cooperare cu Orașul Norrköping, Parcul de Știință din Norrköping și Institutul Interactiv. Teatrul Dom, construit in 2009 este cel mai avansat dom din punct de vedere tehnologic din nordul Europei.[14]

Pentru o listă completă a centrelor puteți consulta: Departments and Centres at Linköping University Arhivat în 29 octombrie 2013, la Wayback Machine.

## Parcuri de Știință

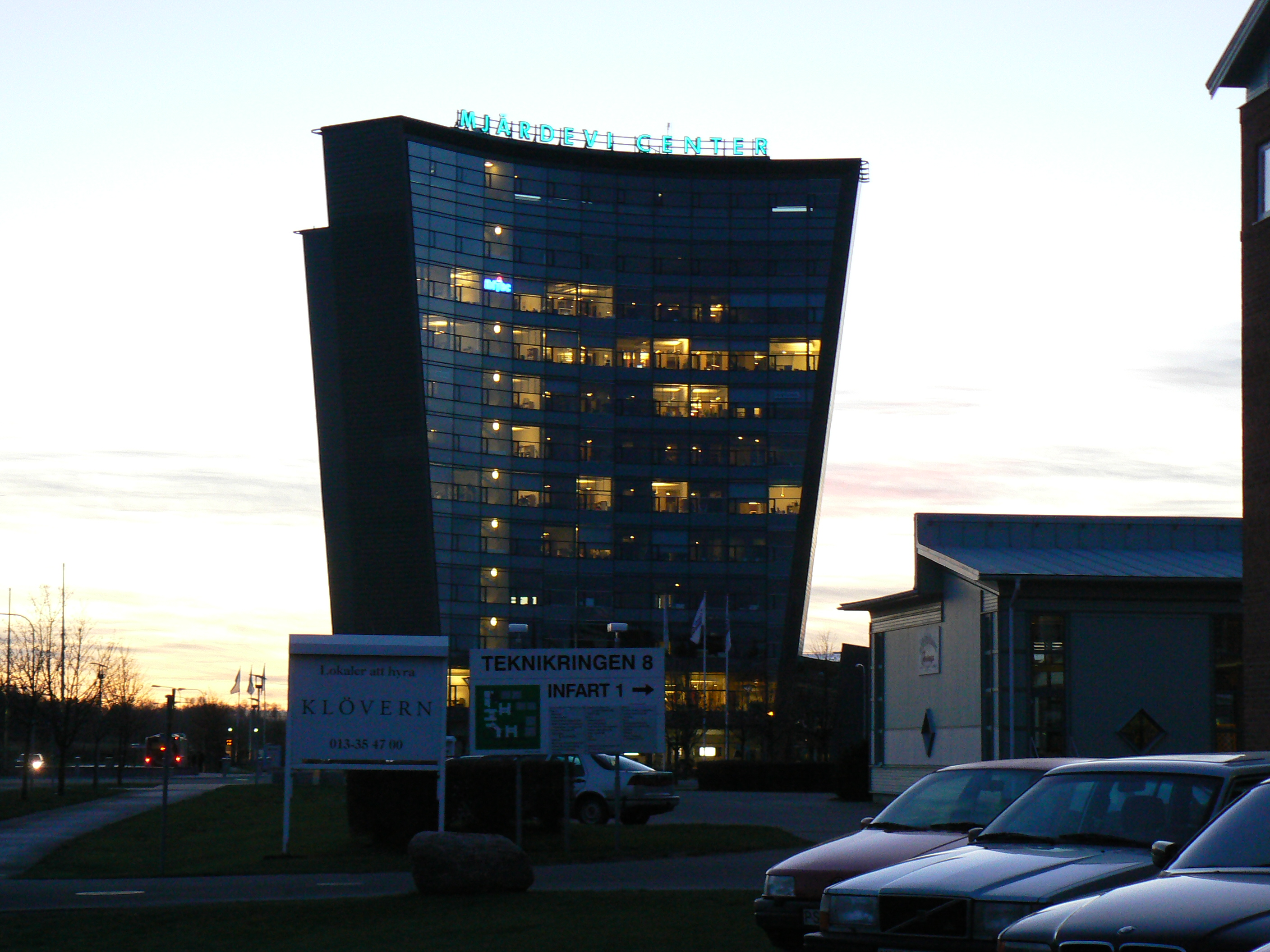
Mjärdevi Science Park Center.

Două parcuri de știință sunt conectate cu Universitatea din Linköping.
- Parcul de Știință Mjärdevi Linköping găzduiește 250 de companii tehnologice, de la mici firme până la multinaționale, cu 6100 de angajați. Cele mai mari companii din  Mjärdevi sunt Ericsson, IFS și Infor. Mai sunt prezente, de asemenea, multinationale gigantice precum Motorola, Flextronics, Autoliv și Toyota Industries.[15]
- Parcul de Știință Norrköping găzduiește approximativ 100 de companii. Ariile principale de cercetare și dezvoltare sunt electronicele, interactivitatea și grafica computarizata.[16]

## Cultura Pop
Universitatea din Linkoping a fost menționată în filmul hoollywoodian Agent Cody Banks. ”Cele mai impresionante teste de microchirurgie au fost efectuat la Universitatea Linkoping din Suedia” (Citatul original: "...The most impressive tests on microsurgery were conducted at Sweden's Linköping University...") 
Începând din 2002, în fiecare vară la Universitatea Linköping se organizează seria de festivaluri și evenimente NärCon, concentrate pe gaming și cultura pop Asiatică. Scopul acestora este de a oferi vizitatorilor sentimentul că vizitează un festival anime cu performanțe live, barbeque, cosplay/costumații și jocuri video. În 2013 evenimentul a avut loc între 25 și 28 iulie și a adunat în cele 4 zile de activități, turnee și spectacole live atât pe timp de zi cât și de noapte, peste 5000 de participanți din toate țările nordice și pasionați din alte părți ale Europei. Organizatorii oferă cazare ieftină în căminele de lângă facultate, unde participanții pot veni cu propriul sac de dormit, precum și posibilitatea de a își instala cortul în campingul amenajat lângă campusul Universității.